# Somatostatina
La somatostatina (o GHIH, del inglés Growth Hormone Inhibiting Hormone) hormona inhibidora de la liberación de somatotropina es una hormona peptídica con 14 aminoácidos producida por el hipotálamo y por las células delta de los islotes de Langerhans en el páncreas. Inhibe la producción de hormona del crecimiento por la hipófisis, tiene también efectos sobre el páncreas, donde inhibe la secreción de insulina y glucagón. Fue la primera proteína recombinante producida en E. coli. Esto supuso un éxito científico al conseguir obtener por primera vez una proteína recombinante. Fórmula global: C76H104N18O19S2

## Funciones
Inhibe la síntesis y/o secreción de la hormona del crecimiento (GH, STH o somatotropina) por parte de la adenohipófisis o hipófisis anterior, por lo que es una hormona de anti-crecimiento. También inhibe el eje hipotálamo-hipófisis-tiroides, bloqueando la respuesta de la hormona estimulante de la tiroides (TSH o tirotropina) a la hormona liberadora de tirotropina o TRH. Además, los tumores carcinoides pueden expresar receptores para la somatostatina y, por otra parte, se ha descubierto que tiene funciones como neurotransmisor en el sistema nervioso central.
Otros efectos fisiológicos de la somatostatina pancreática son:
- Disminución de la tasa de digestión y la absorción de nutrientes por el tracto gastrointestinal para su posterior utilización.
- Inhibición de la secreción de glucagón e insulina.
- Inhibición de la motilidad gástrica, duodenal y de la vesícula biliar, pues limita la absorción a través del tubo digestivo.
- Reducción de la secreción de ácido clorhídrico, pepsina, gastrina, secretina, jugo intestinal y enzimas pancreáticas.
- Inhibición de la absorción de glucosa y triglicéridos a través de la mucosa intestinal.[2][3]

## Regulación
La secreción de la somatostatina está estimulada a nivel gastrointestinal (por la mucosa gastrointestinal) y regulada por los altos niveles de glucosa, aminoácidos, glucagón, ácidos grasos libres y de diversas hormonas gastrointestinales. Su déficit o su exceso provocan indirectamente trastornos en el metabolismo de los carbohidratos. También es secretada por el hipotálamo y por otras zonas del sistema nervioso central (región paraventricular anterior, capa externa de la eminencia media, órgano subcomisural, glándula pineal).

## Aislamiento
La Somatostatina fue descubierta por Roguer Guillemin en 1973, la cual aislo del cerebro, junto con otras hormonas  lo que le valio el premio nobel de fisiologia en 1977. 

## Estructura química
La Somatostatina es una hormona tetradecapéptidica, con puente disulfuro. Presenta la estructura química H-Ala-Gly-Cys-Lys-Asn-Phe-Phe-Trp-Lys-Thr-Phe-Thr-Ser-Cys-OH.